# 张彦仲
张彦仲（1940年3月4日—），男，陕西三原人，中国航空系统工程专家，中国工程院院士。

## 生平
1962年，于西北大学毕业。1984年，于剑桥大学三一学院获得博士学位。
2001年，当选中国工程院院士。